# Modran (Derventa)
Pour les articles homonymes, voir Modran.
Modran (en serbe cyrillique : Модран) est un village de Bosnie-Herzégovine. Il est situé dans la municipalité de Derventa et dans la république serbe de Bosnie. Selon les premiers résultats du recensement bosnien de 2013, il compte 417 habitants.

## Démographie

### Évolution historique de la population dans la localité
| 1948 | 1953 | 1961 | 1971  | 1981  | 1991   | 2013 |
| ---- | ---- | ---- | ----- | ----- | ------ | ---- |
| -    | -    | -    | 1 420 | 1 268 | 1 152, | 417  |

|  |

### Communauté locale
En 1991, la communauté locale de Modran comptait 1 407 habitants, répartis de la manière suivante :

## Personnalités
- Lea Mijatović  (né en 1986), chanteur
- Vedran Ćorluka (né en 1986), footballeur
- Zvonimir Nujić (né en 1988), écrivain et voyageur